# Pandita Parakrama Bahu
Pandita Parakrama Bahu (Parakramabahu II) fou rei de Dambadeniya (1224-1269). Fou fill i successor de Vijayabahu III. Pels seus grans coneixements fou conegut com a Pandita.
Va construir un temple a la capital Jambudoni (Dambadeniya) per a la Dent Sagrada i la va portar de Beligala depositant-la allí.
Vers 1234 va atacar a Kalinga Magha i a Jaya Bahu que compartien el govern de Pihiti Rata. Les seves forces van anar de victòria en victòria i els dos reis van decidir abandonar el país amb tots els tresors acumulats abans de ser capturats; anaven cap al port de Mantotta quan foren sorpresos prop de Kala Wewa per l'exèrcit de Parakrama que les va massacrar, recuperant gran part del producte dels saquejos. Des de llavors va governar sobre el nord i oest del país entre 1234 i 1269. Va restaurar als individuals les terres, cases i camps que havien perdut. Va reorganitzar el regne i el regne va recuperar la seva riquesa i el menjar abundava.
Es va dedicar llavors a la religió; va construir una adhara al cim de muntanya Palabatgala; va portar mestres de l'Índia per ensenyar als monjos singalesos diverses ciències. Va construir un Maha Vihara a la seva ciutat natal de Sirivaddhanapura (Kandy) i va fer una carretera entre Kandy i Jambudoni (Dambadeniya); hi va portar llavors les relíquies sagrades. Va construir també dues escoles (pirivenes) una de les quals va portar el seu nom i l'altra que era a Beligala (Billa) fou anomenada Bhuvaneka Bahu que era el seu germà i era sub-rei. Va restaurar el vihara de Kelaniya on va arranjar també la casa en la que se situava el Buda jacent. Al temple d'Attanagalla (Hathavanagalla), va construir una dagoba i una casa d'imatges amb una estàtua de pedra de Buda.
Va construir també carreteres i ponts; el ministre Devapatiraja va anar des de Gampola (Gangasiripura) on va construir un pont prop de la boca del Kado-oya (Kajjota) i després un altre al mateix riu (més curt) i a Ambagamuwa (Arabagaraa) un gran, fort i magnífic pont que podia ser creuat per elefants i altres animals grossos. El ministre va anar fins a Bentotta (Bunatirttha) onb va fer un altre pont semblant al primer a la boca del Kalu Ganga (Kadalisena) i un altre petit al Salagamu Ganga i un de mitjà al Salruk (Salapadapa). Va fer una plantació de cossos entre el vihara de Bentota i el pont del Kalu Ganga i va aclarir la jungla de Madelgasvanaya (Mahalabujagaccha) que va plantar amb diversos arbres.
El rei va anar al Pic d'Adam i va resar a la petjada de Buda i va deixar una imatge del déu Sumana ricament adornat.
El rei va crear obre literàries, de fàcil composició i brillant imaginació. Fou el millor poeta i escriptor en prosa del seu temps. Altres personatges importants del seu temps en la literatura foren Darmakirti (autor d'una part del Mahawansa, malauradament perduda), Myrupada, un monjo de talent autor del Pujdvalia i de l'obra mèdica Yog-aarnawa.
El 1245 la pau fou alterada per un exèrcit malai dirigit per un príncep de nom Chandalihanu (Raig de Lluna) o Chandrabhanu, un javanès (Javaka) de Tambralinga, possiblement un pirata. Van desembarcar al sud de l'illa utilitzant fletxes emmetzinades i boles de foc sembrant el terror entre els pacífics habitants de la zona. El rei va enviar al seu nebot Vira Bahu al front d'una força important; la lluita es va iniciar; en la batalla els singalesos van aconseguir derrotar els invasors. Al final Vira Bahu va anar al temple de Devapura (Dondra) on va resar. En aquest temps el rei singalès va contractar mercenaris de la Xina pel seu exèrcit i es van portar armes i instruments musicals xinesos.
Pandita Parakrama Bahu es feia gran i va voler deixar el poder en vida als seus cinc fills i al seu nebot Vira Bahu. Va convocar una assemblea de ministres i consellers i dels alts sacerdots i els va deixar triar el successor entre els seus fills (Vijayabahu, Bhuvenaka Bahu, Tilokamalla, Parakramabahu i Jaya Bahu) i el nebot Vira Bahu. Unànimement van acordar designar al fill gran Vijayabahu IV i el rei li va confiar l'administració completa del regne.
Segons el Rajavaliya hi havia a Maya Rata uns 250.000 pobles, a Pihiti Rata uns 450.000 i a Ruhunu uns 770.000, o sigui en total 1.470.000 llocs, xifres sens dubte exagerades; un milió de pobles amb dos cases cadascun i 5 persones per casa serien uns deu milions de habitants, xifra improbable en aquell temps.
Vijayabahu IV va restaurar en part Polonnaruwa, que estava en ruïnes, i Pandita Parakrama Bahu s'hi va fer coronar als darrers mesos del seu regnat. Les cerimònies van durar tres mesos i es van portar allí a les sagrades relíquies. Va morir poc després i Vijayabahu IV, que ja tenia el poder, va assolir la corona plenament.